# Ścigani
Ścigani – polski zespół muzyczny powstały pod koniec 2001 w Rudzie Śląskiej. Założycielami są: Ryszard Rajca, Maciej Lipina i Jarosław Dobrzański, którzy poznali się na warsztatach Jawor Rock w Jaworznie tego samego roku.
Na ich dyskografię składają się trzy albumy studyjne: Nigdy więcej bluesa, Bez hamulców i "Spiritus Movens". Singel "Chce się żyć" z albumu Bez hamulców sklasyfikowany został na 3. miejscu Listy Przebojów warszawskiego Radia dla Ciebie; singiel "Ełyła" z płyty "Spiritus movens" dotarł do 1 miejsca listy TURBO-TOP w Anty Radiu, gdzie gościł przez wiele miesięcy.
Zespół jest laureatem m.in. III nagrody festiwalu im. Ryśka Riedla w 2003 i II miejsca na tym samym festiwalu w 2004 roku, zwycięzcą Grand Prix Sopot Blues Festival (2004), laureatem plebiscytu Blues Top "Odkrycie roku 2005", "Płyta Roku 2007" i "Wokalista Roku 2008", mimo iż nie jest to zespół bluesowy; dwukrotnym laureatem nagrody programu Hit Generator w 2009 (dwa razy w kategorii "Super hit" za utwory "Uwierz mi chociaż raz" i "Niby razem"). Grupa supportowała wiele światowych gwiazd, takich jak: Chris Farlowe and Norman Beaker Band, Holmes Brothers, Johny Rawls Soul Blues Revue, Walter Trout and The Radicals, Joe Bonamassa, Magic Slim.

## Dyskografia

### Albumy studyjne
- Nigdy więcej bluesa (2005, Ścigani Records[2])
- Bez hamulców (29 października 2007, 4evermusic, Warner Music Group[1])
- Spiritus movens (7 marca 2011, Mystic Production)

### Single
- "Bez hamulców" (2007; 4evermusic, Warner Music)
- "Bądź prawdziwa" (2008; 4evermusic, Warner Music)
- "Chce się żyć" (2008; 4evermusic, Warner Music)
- "Niby razem" (2009; 4evermusic, Warner Music)
- "Uwierz mi chociaż raz" (2009; 4evermusic, Warner Music)
- "Ełyła" (2011; Mystic Production)
- "W pustej głowie" (2011; Mystic Production)